# وسیولویه (سرزمین آلتای)
وسیولویه (به لاتین: Vesyoloye) یک منطقهٔ مسکونی در روسیه است که در سرزمین آلتای واقع شده‌است.